# Ель-Кубо-де-Тьєрра-дель-Віно
Ель-Кубо-де-Тьєрра-дель-Віно (ісп. El Cubo de Tierra del Vino) — муніципалітет в Іспанії, у складі автономної спільноти Кастилія-і-Леон, у провінції Самора. Населення — 421 особа (2010).
Муніципалітет розташований на відстані близько 190 км на північний захід від Мадрида, 27 км на південь від Самори.

## Демографія
Динаміка населення (INE ):